# زاك بيرد
زاك بيرد (بالإنجليزية: Zac Baird)‏ هو موسيقي وعازف بيانو أمريكي، ولد في 16 فبراير 1971 في كاليفورنيا في الولايات المتحدة.

## وصلات خارجية
- الموقع الرسمي
- زاك بيرد على موقع IMDb (الإنجليزية)
- زاك بيرد على موقع ميوزك برينز (الإنجليزية)
- زاك بيرد على موقع أول ميوزيك (الإنجليزية)
- زاك بيرد على موقع ديسكوغز (الإنجليزية)
- زاك بيرد على موقع قاعدة بيانات الفيلم (الإنجليزية)